# (36228) 1999 UK9
1999 UK9 (asteroide 36228) é um asteroide da cintura principal. Possui uma excentricidade de 0.13354500 e uma inclinação de 4.52271º.
Este asteroide foi descoberto no dia 29 de outubro de 1999 por CSS em Catalina.